# John Landyran
John Landyran MD DD (fl. 1370) foi um cónego de Windsor de 1375 a 1376.

## Carreira
Ele foi nomeado:
- Prebendário de São Tomás, o Mártir, Glasney 1376
- Prebendário da Capela Livre do Rei de Hastings 1376

Ele foi nomeado para a primeira bancada na Capela de São Jorge, Castelo de Windsor, em 1375 e ocupou a canonaria até 1376.